# Suisse Open Gstaad
A Suisse Open Gstaad (hivatalos nevén Crédit Agricole Suisse Open Gstaad) egy tenisztorna férfiak számára, melyet minden év júliusában rendeznek Gstaadban, Svájcban.
Az ATP 250 Series tornák közé tartozik, összdíjazása 467 800 euró. A versenyt 1915 óta rendezik meg, salakos borításon játsszák a mérkőzéseket és 28 játékos indulására van lehetőség.

## Döntők

### Egyéni
| Év   | Győztes               | Ellenfél               | Eredmény                 |
| ---- | --------------------- | ---------------------- | ------------------------ |
| 2012 | Thomaz Bellucci       | Janko Tipsarević       | 6–7(6), 6–4, 6–2         |
| 2011 | Marcel Granollers     | Fernando Verdasco      | 6–4, 3–6, 6–3            |
| 2010 | Nicolás Almagro       | Richard Gasquet        | 7–5, 6–1                 |
| 2009 | Thomaz Bellucci       | Andreas Beck           | 6–4, 7–6(2)              |
| 2008 | Victor Hănescu        | Igor Andrejev          | 6–3, 6–4                 |
| 2007 | Paul-Henri Mathieu    | Andreas Seppi          | 6–7(1), 6–3, 7–5         |
| 2006 | Richard Gasquet       | Feliciano López        | 7–6(4), 6–7(3), 6–3, 6–3 |
| 2005 | Gastón Gaudio         | Stanislas Wawrinka     | 6–4, 6–4                 |
| 2004 | Roger Federer         | Igor Andrejev          | 6–2, 6–3, 5–7, 6–3       |
| 2003 | Jiří Novák            | Roger Federer          | 5–7, 6–3, 6–3, 1–6, 6–3  |
| 2002 | Àlex Corretja         | Gastón Gaudio          | 6–3, 7–6(3), 7–6(3)      |
| 2001 | Jiří Novák            | Juan Carlos Ferrero    | 6–1, 6–7(5), 7–5         |
| 2000 | Àlex Corretja         | Mariano Puerta         | 6–1, 6–3                 |
| 1999 | Albert Costa          | Nicolás Lapentti       | 7–6(4), 6–3, 6–4         |
| 1998 | Àlex Corretja         | Boris Becker           | 7–6(5), 7–5, 6–3         |
| 1997 | Félix Mantilla        | Joan Albert Viloca     | 6–1, 6–4, 6–4            |
| 1996 | Albert Costa          | Félix Mantilla         | 4–6, 7–6(2), 6–1, 6–0    |
| 1995 | Jevgenyij Kafelnyikov | Jakob Hlasek           | 6–3, 6–4, 3–6, 6–3       |
| 1994 | Sergi Bruguera        | Guy Forget             | 3–6, 7–5, 6–2, 6–1       |
| 1993 | Sergi Bruguera        | Karel Nováček          | 6–3, 6–4                 |
| 1992 | Sergi Bruguera        | Francisco Clavet       | 6–1, 6–4                 |
| 1991 | Emilio Sánchez        | Sergi Bruguera         | 6–1, 6–4, 6–4            |
| 1990 | Martín Jaite          | Sergi Bruguera         | 6–3, 6–7, 6–2, 6–2       |
| 1989 | Carl-Uwe Steeb        | Magnus Gustafsson      | 6–7, 3–6, 6–2, 6–4, 6–2  |
| 1988 | Darren Cahill         | Jakob Hlasek           | 6–3, 6–4, 7–6            |
| 1987 | Emilio Sánchez        | Ronald Agenor          | 6–2, 6–3, 7–6            |
| 1986 | Stefan Edberg         | Roland Stadler         | 7–5, 4–6, 6–1, 4–6, 6–2  |
| 1985 | Joakim Nyström        | Andreas Maurer         | 6–4, 1–6, 7–5, 6–3       |
| 1984 | Joakim Nyström        | Brian Teacher          | 6–4, 6–2                 |
| 1983 | Sandy Mayer           | Tomáš Šmíd             | 6–0, 6–3, 6–2            |
| 1982 | José Luis Clerc       | Guillermo Vilas        | 6–1, 6–3, 6–2            |
| 1981 | Wojtek Fibak          | Yannick Noah           | 6–1, 7–6                 |
| 1980 | Heinz Günthardt       | Kim Warwick            | 4–6, 6–4, 7–6            |
| 1979 | Ulrich Pinner         | Peter McNamara         | 6–2, 6–4, 7–5            |
| 1978 | Guillermo Vilas       | José Luis Clerc        | 6–3, 7–6, 6–4            |
| 1977 | Jeff Borowiak         | Jean-Francois Caujolle | 2–6, 6–1, 6–3            |
| 1976 | Raúl Ramírez          | Adriano Panatta        | 7–5, 6–7, 6–1, 6–3       |
| 1975 | Ken Rosewall          | Karl Meiler            | 6–4, 6–4, 6–3            |
| 1974 | Guillermo Vilas       | Manuel Orantes         | 6–1, 6–2                 |
| 1973 | Ilie Năstase          | Roy Emerson            | 6–4, 6–3, 6–3            |
| 1972 | Andrés Gimeno         | Adriano Panatta        | 7–5, 9–8, 6–4            |
| 1971 | John Newcombe         | Tom Okker              | 6–2, 5–7, 1–6, 7–5, 6–3  |
| 1970 | Tony Roche            | Tom Okker              | 7–5, 7–5, 6–3            |
| 1969 | Roy Emerson           | Tom Okker              | 6–1, 12–14, 6–4, 6–4     |
| 1968 | Cliff Drysdale        | Tom Okker              | 6–3, 6–3, 6–0            |
| 1967 | Roy Emerson           | Manuel Santana         | 6–2, 8–6, 6–4            |
| 1966 | Roy Emerson           | Manuel Santana         | 5–7, 7–5, 6–3            |
| 1965 |                       |                        |                          |
| 1964 |                       |                        |                          |
| 1963 | Nicola Pietrangeli    | Roy Emerson            |                          |
| 1962 | Rod Laver             | Neale Fraser           | 6–4, 6–4, 8-6            |

### Páros
| Év          | Győztes                               | Ellenfél                               | Eredmény                     |
| ----------- | ------------------------------------- | -------------------------------------- | ---------------------------- |
| 2012        | Marcel Granollers Marc López          | Robert Farah Maksoud Santiago Giraldo  | 6–4, 7–6(9)                  |
| 2011        | František Čermák Filip Polášekr       | Christopher Kas Alexander Peya         | 6–3, 7–6(9)                  |
| 2010        | Johan Brunström Jarkko Nieminen       | Marcelo Melo Bruno Soares              | 6–3, 6–7(4), [11–9]          |
| 2009        | Marco Chiudinelli Michael Lammer      | Jaroslav Levinský Filip Polášek        | 7–5, 6–3                     |
| 2008        | Jaroslav Levinský Filip Polášek       | Stephane Bohli Stanislas Wawrinka      | 3–6, 6–2, [11-9]             |
| 2007        | František Čermák Pavel Vízner         | Marc Gicquel Florent Serra             | 7–5, 5–7, [10-7]             |
| 2006        | Jiří Novák Andrei Pavel               | Marco Chiudinelli Jean-Claude Scherrer | 6–3, 6–1                     |
| 2005        | František Čermák Leoš Friedl          | Michael Kohlmann Rainer Schüttler      | 7–6, 7–6                     |
| 2004        | Lijendar Pedzs David Rikl             | Marc Rosset Stanislas Wawrinka         | 6–4, 6–2                     |
| 2003        | Lijendar Pedzs David Rikl             | František Čermák Leoš Friedl           | 6–3, 6–3                     |
| 2002        | Joshua Eagle David Rikl               | Massimo Bertolini Cristian Brandi      | 7–6, 6–4                     |
| 2001        | Roger Federer Marat Szafin            | Michael Hill Jeff Tarango              | 0–1, visszalépett            |
| 2000        | Jiří Novák David Rikl                 | Jérôme Golmard Michael Kohlmann        | 3–6, 6–3, 6–4                |
| 1999        | Donald Johnson Cyril Suk              | Aleksandar Kitinov Eric Taino          | 7–5, 7–6                     |
| 1998        | Gustavo Kuerten Fernando Meligeni     | Daniel Orsanic Cyril Suk               | 6–4, 7–5                     |
| 1997        | Jevgenyij Kafelnyikov Daniel Vacek    | Trevor Kronemann David Macpherson      | 4–6, 7–6, 6–3                |
| 1996        | Jiří Novák Pavel Vízner               | Trevor Kronemann David Macpherson      | 4–6, 7–6, 7–6                |
| 1995        | Luis Lobo Javier Sánchez              | Arnaud Boetsch Marc Rosset             | 6–7, 7–6, 7–6                |
| 1994        | Sergio Casal Emilio Sánchez           | Menno Oosting Daniel Vacek             | 7–6, 6–4                     |
| 1993        | Cédric Pioline Marc Rosset            | Hendrik Jan Davids Piet Norval         | 6–3, 3–6, 7–6                |
| 1992        | Hendrik Jan Davids Libor Pimek        | Petr Korda Cyril Suk                   | W/O                          |
| 1991        | Gary Muller Danie Visser              | Guy Forget Jakob Hlasek                | 7–6, 6–4                     |
| 1990        | Sergio Casal Emilio Sánchez           | Omar Camporese Javier Sánchez          | 6–3, 3–6, 7–5                |
| 1989        | Cassio Motta Todd Witsken             | Petr Korda Milan Šrejber               | 6–4, 6–4                     |
| 1988        | Petr Korda Milan Šrejber              | Andrés Gómez Emilio Sánchez            | 7–6, 7–6                     |
| 1987        | Jan Gunnarsson Tomáš Šmíd             | Loïc Courteau Guy Forget               | 7–6, 6–2                     |
| 1986        | Sergio Casal Emilio Sánchez           | Stefan Edberg Joakim Nyström           | 6–3, 3–6, 6–3                |
| 1985        | Wojtek Fibak Tomáš Šmíd               | Brad Drewett Mark Edmondson            | 6–7, 6–4, 6–4                |
| 1984        | Heinz Günthardt Markus Günthardt      | Givaldo Barbosa Joao Soares            | 6–4, 3–6, 7–6                |
| 1983        | Pavel Složil Tomáš Šmíd               | Colin Dowdeswell Wojtek Fibak          | 6–7, 6–4, 6–2                |
| 1982        | Sandy Mayer Ferdi Taygan              | Heinz Günthardt Markus Günthardt       | 6–2, 6–3                     |
| 1981        | Heinz Günthardt Markus Günthardt      | David Carter Paul Kronk                | 6–4, 6–1                     |
| 1980        | Colin Dowdeswell Ismail El Shafei     | Mark Edmondson Kim Warwick             | 6–4, 6–4                     |
| 1979        | Mark Edmondson John Marks             | Ion Ţiriac Guillermo Vilas             | 2–6, 6–1, 6–4                |
| 1978        | Mark Edmondson Tom Okker              | Bob Hewitt Kim Warwick                 | 6–4, 1–6, 6–1, 6–4           |
| 1977        | Jürgen Fassbender Karl Meiler         | Colin Dowdeswell Bob Hewitt            | 6–4, 7–6                     |
| 1976        | Jürgen Fassbender Hans-Jürgen Pohmann | Paolo Bertolucci Adriano Panatta       | 7–5, 6–3, 6–3                |
| 1975        | Jürgen Fassbender Hans-Jürgen Pohmann | Colin Dowdeswell Ken Rosewall          | 6–4, 9–7, 6–1                |
| 1974        | José Higueras Manuel Orantes          | Roy Emerson Thomaz Koch                | 7–5, 0–6, 6–1, 9–8           |
| 1973 - 1972 | nem lett megrendezve                  | nem lett megrendezve                   | nem lett megrendezve         |
| 1971        | John Alexander Phil Dent              | John Newcombe Tom Okker                | 5–7, 6–3, 6–4                |
| 1970        | Cliff Drysdale Roger Taylor           | Tom Okker Marty Riessen                | 6–2, 6–3, 6–2                |
| 1969        | Tom Okker Marty Riessen               | Mal Anderson Roy Emerson               | 6–1, 6–4                     |
| 1968        | John Newcombe Dennis Ralston          | Mal Anderson Tom Okker                 | 8–10, 12–10, 12–14, 6–3, 6–3 |